# Giorgio Cristallini
Giorgio Cristallini, né à Pérouse le 26 juin 1921 et mort à Tavernelle di Panicale le 2 décembre 1999, est un scénariste et réalisateur italien.
Il est parfois crédité sous le nom de George Warner

## Biographie
Giorgio Cristallini est né à Pérouse le 26 juin 1921 et entre très jeune dans le monde du cinéma en tant qu'apprenti et aide-contrôleur à la Scalera Film; promu metteur en scène adjoint à 21 ans, il suit la production de certains des films auprès de  Goffredo Alessandrini des années 1940, comme Nous, les vivants et Giararub. 
En 1947, il commence sa carrière de metteur en scène avec le documentaire Il Vittoriale degli Italiani, puis signe divers films. En 1961, il  dirigé la production des Les Titans, de  Duccio Tessari. 
Giorgio Cristallini est également scénariste et collaborateur dans la réalisation de quelques films historico-mythologiques réalisés au début des années 1960 par Vittorio Cottafavi (Les Légions de Cléopâtre) (1959). Cristallini reprend le travail à son compte dans les années 1970.
Giorgio Cristallini est mort à Tavernelle une Frazione de Panicale le 2 décembre 1999.

## Filmographie

### Acteur de cinéma
- 1970 : That Little Difference

### Réalisateur
Cinéma
- 1948 : Giudicatemi!
- 1951 : Operazione mitra
- 1954 : Assi alla ribalta (it), coréalisé avec Ferdinando Baldi
- 1954 : La Prisonnière d'Amalfi (La prigioniera di Amalfi)
- 1955 : Accadde tra le sbarre (it)
- 1971 : Les Quatre Pistoleros de Santa Trinita (I quattro pistoleri di Santa Trinità)
- 1972 : Sacramento (Sei iellato, amico hai incontrato Sacramento)
- 1978 : Les mouettes volent bas (I gabbiani volano basso)
- 1988 : Let's Go Crazy

### Producteur
Cinéma
- 1964 : Le Grand Défi (Ercole, Sansone, Maciste e Ursus gli invincibili) de Giorgio Capitani
- 1964 : Hercule contre les Fils du soleil (Ercole contro i figli del sole) de Osvaldo Civirani

### Scénariste
Cinéma
- 1948 : Giudicatemi!
- 1954 : La Prisonnière d'Amalfi (La prigioniera di Amalfi)
- 1955 : Accadde tra le sbarre (it)
- 1959 : Les Légions de Cléopâtre (Le legioni di Cleopatra) de Vittorio Cottafavi
- 1964 : Le Grand Défi (Ercole, Sansone, Maciste e Ursus gli invincibili) de Giorgio Capitani
- 1969 : La Poupée de Satan (La bambola di Satana) de Ferruccio Casapinta
- 1971 : Les Quatre Pistoleros de Santa Trinita (I quattro pistoleri di Santa Trinità)
- 1972 : Sacramento (Sei iellato, amico hai incontrato Sacramento)
- 1975 : L'amica di mia madre (it) de Mauro Ivaldi
- 1977 : La bravata (it) de Roberto Bianchi Montero
- 1977 : La sorprendente eredità del tontodimammà (it) de Roberto Bianchi Montero
- 1978 : Les mouettes volent bas (I gabbiani volano basso)